# Petit-Tenquin
Petit-Tenquin è un comune francese di 228 abitanti situato nel dipartimento della Mosella nella regione del Grand Est.

## Società

### Evoluzione demografica
Abitanti censiti